# Universität Debrecen

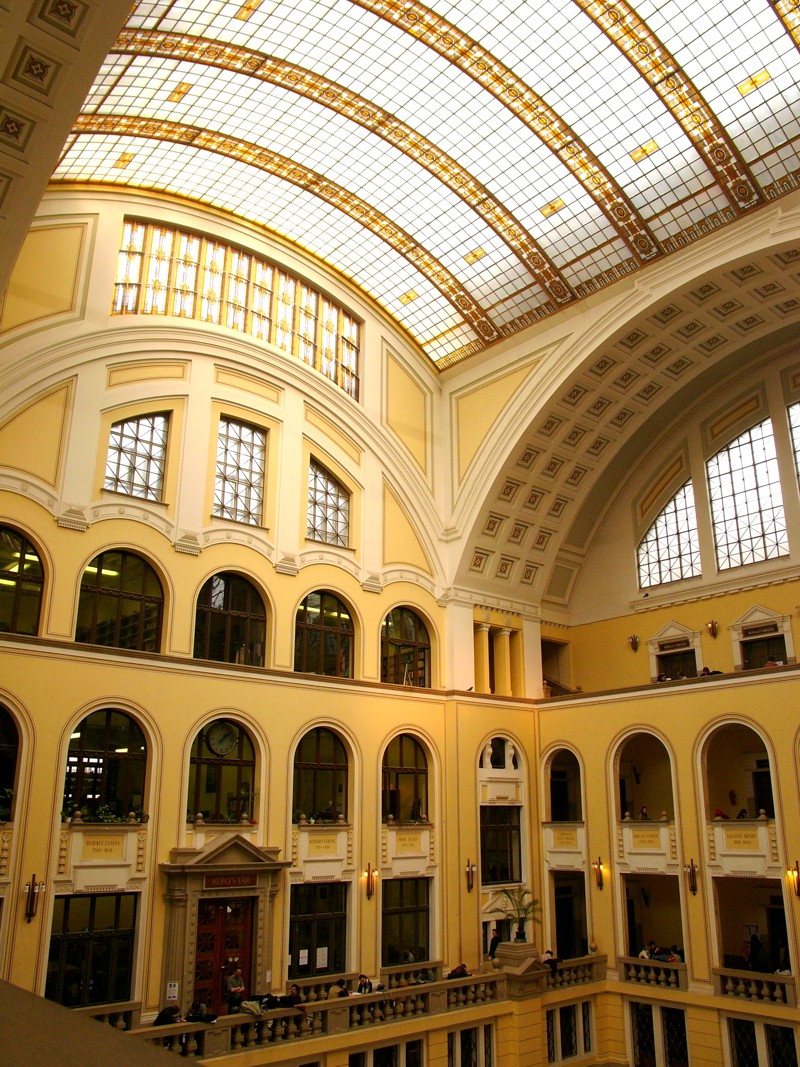
Glasüberdachter Innenhof (Díszudvar)

Die Universität Debrecen (ungarisch Debreceni Egyetem) ist eine der bekanntesten Universitäten Ungarns. Sie ging aus einer Vereinigung von ehemals vier Universitäten hervor, die am 1. Januar 2000 zur Universität Debrecen zusammengeschlossen wurden:
- Lajos-Kossuth-Universität
- Medizinische Universität Debrecen

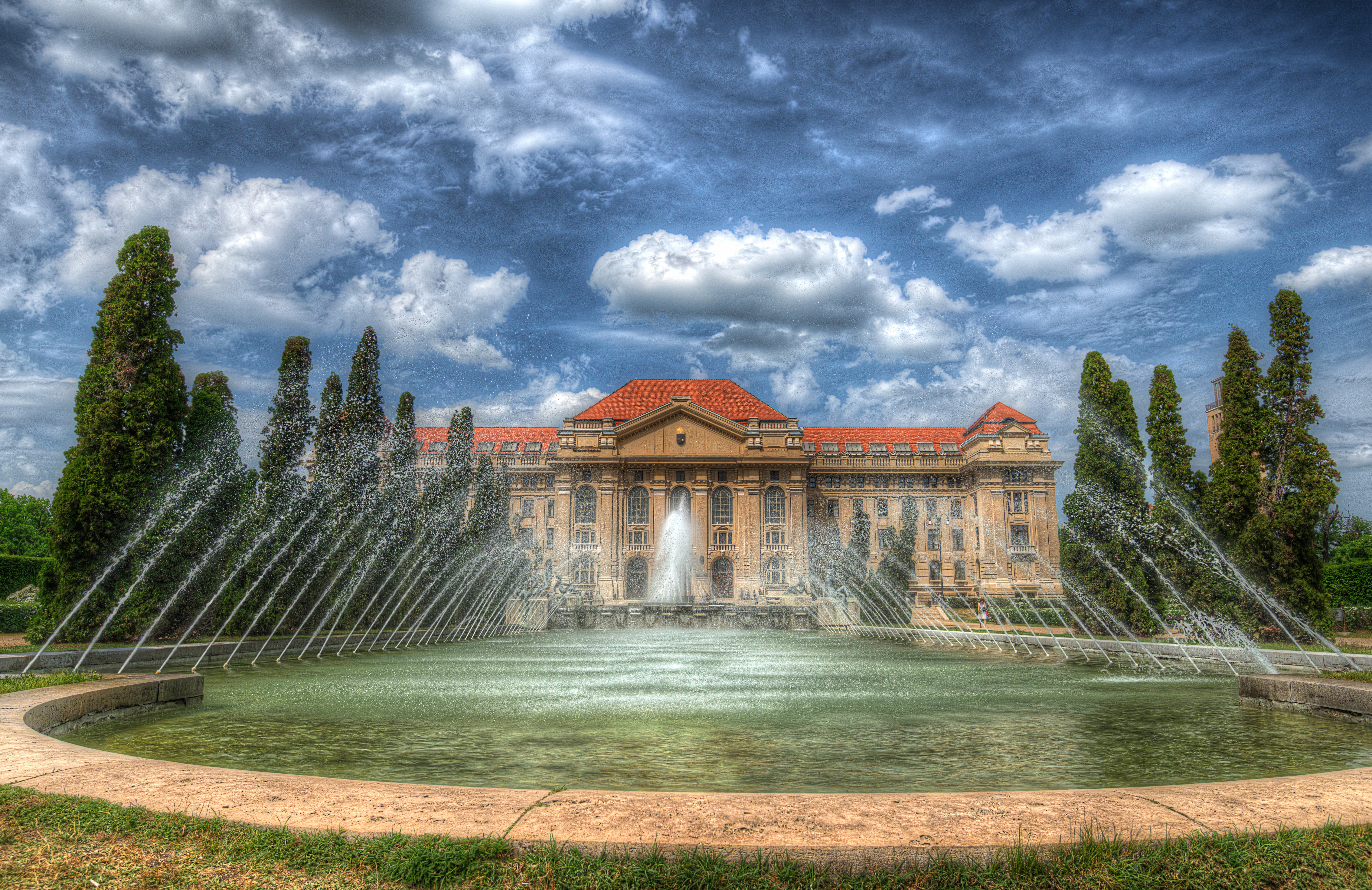
Das Hauptgebäude der Universität

- Agrarwissenschaftliche Universität Debrecen
- Pädagogische Hochschule „István Wargha“ in Hajdúböszörmény

## Gliederung
Die Universität gliedert sich in folgende Fakultäten:
- Fakultät für Agrarwirtschaft (Agrárgazdasági és Vidékfejlesztési Kar)
- Fakultät für Staats- und Rechtswissenschaften (Állam- és Jogtudományi Kar)
- Fakultät für allgemeine Medizinwissenschaften (Általános Orvostudományi Kar)
- Geisteswissenschaftliche Fakultät (Bölcsészettudományi Kar)
- Fakultät für Musikwissenschaften, Konservatorium Debrecen (Debreceni Egyetem Konzervatóriuma)
- Fakultät für Gesundheitswesen (Egészségügyi Főiskolai Kar)
- Fakultät für Zahnmedizin (Fogorvostudományi Kar)
- Fakultät für Pharmazie (Gyógyszerésztudományi Kar)
- Pädagogische Fakultät Hajdúböszörmény (Hajdúböszörményi Pedagógiai Főiskolai Kar)
- Fakultät für Informatik (Informatikai Kar)
- Wirtschaftswissenschaftliche Fakultät (Közgazdaságtudományi Kar)
- Fakultät für Bodenkultur (Mezőgazdaságtudományi Kar)
- Technische Fakultät (Műszaki Kar)
- Naturwissenschaftliche Fakultät (Természettudományi Kar)

### Bibliothek
Die Universität Debrecen beherbergt die zweitgrößte Nationalbibliothek Ungarns mit Sammlungen zu Geistes- und Sozialwissenschaften, Naturwissenschaften, Agrarwissenschaften, Technik, Pädagogik, Wirtschaft, Recht und Musikwissenschaften. Ihr Archiv mit den Beständen des Kollegium Református beherbergt mehr als 6 Millionen Bände.

### Sommeruniversität
1927 startete die Universität mit ihren noch heute über die Grenzen Ungarns berühmten Sprachkursen in ihrer eigens dafür gegründeten Sommeruniversität. Sie war damals die einzige Einrichtung dieser Art, die Ausländern bzw. Fremdsprachlern das Erlernen der ungarischen Sprache ermöglichte. Neben der Sprache wird auch ungarische Geschichts- und Kulturwissenschaften unter dem Begriff Hungarologie gelehrt. Die Sommeruniversität (Debreceni Nyári Egyetem) ist eine selbständige Institution, die als gemeinnützige Gesellschaft mit beschränkter Haftung betrieben wird. 2002 wurde als Filiale eine Sprachschule in der ungarischen Hauptstadt Budapest (Debreceni Nyári Egyetem Budapesti Nyelviskolája) eröffnet.

## Geschichte

### Anfänge

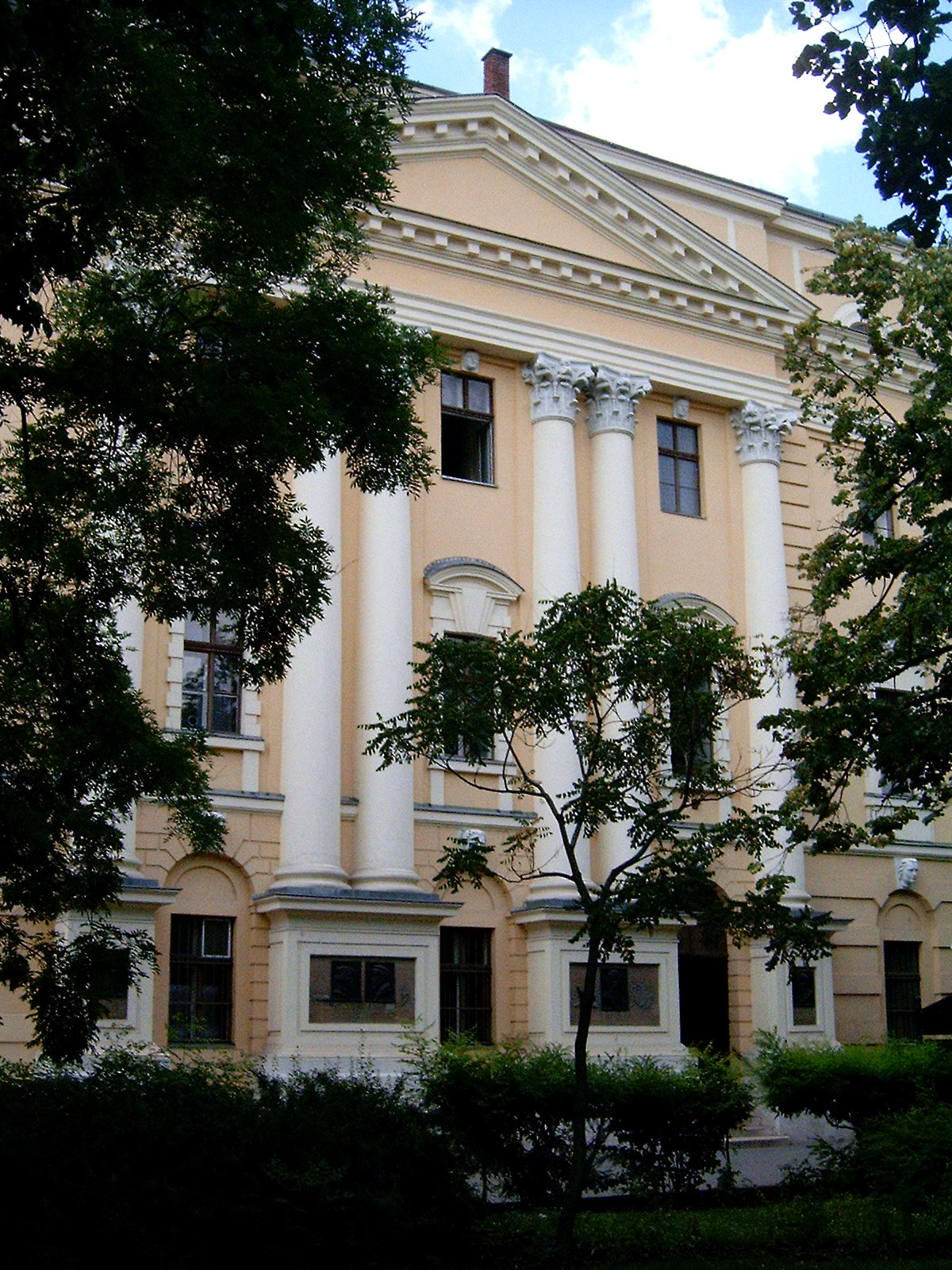
Reformiertes Kollegium

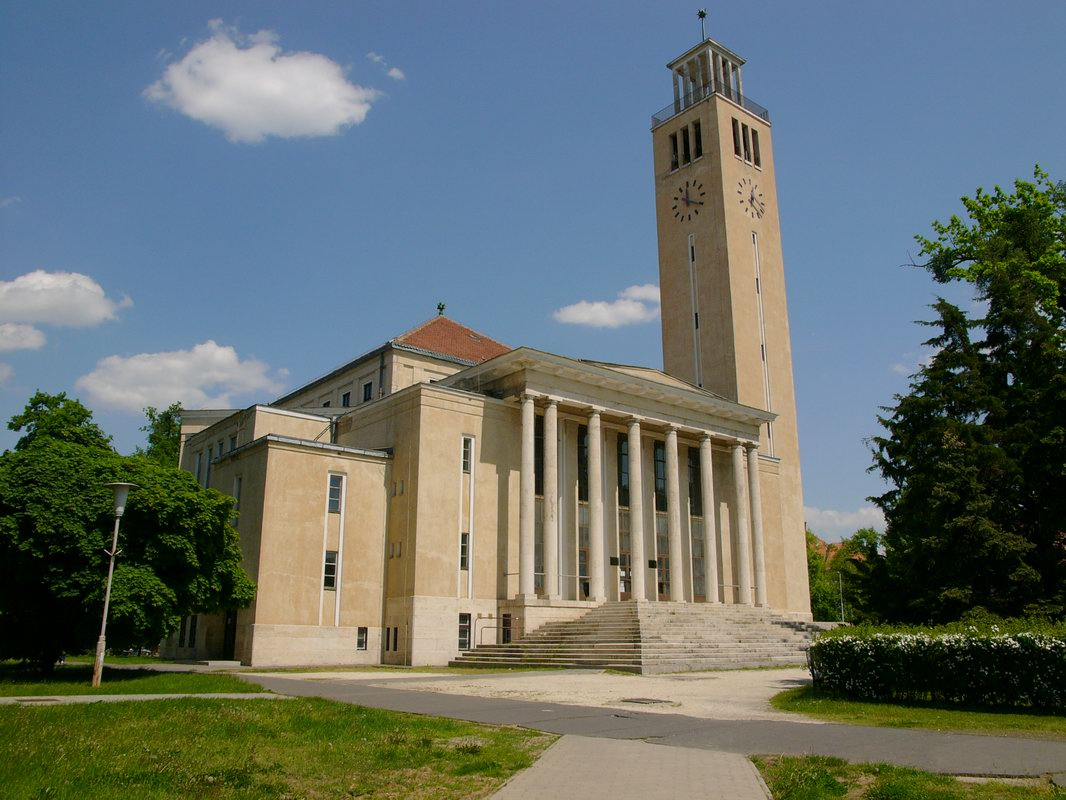
Calvinistische Universitätskirche

Die Wurzeln der Universität reichen bis in das 16. Jahrhundert zurück, als 1538 in Debrecen das calvinistische Kollegium (ung. Debreceni Református Kollégium) gegründet wurde. Bereits ab 1567 begann das Kollegium mit der Ausbildung von Seelsorgern und Lehrern. Das Kollegium war über Jahrhunderte hinweg ein wichtiges Zentrum der Forschung und Lehre der ungarischen Sprache und Kultur.
Ab 1588 sind alle Absolventen des Kollegiums bereits namentlich bekannt. Die Studenten hatten eine mit starken Rechten ausgestattete Vertretung, Coetus, die neben dem Rektor in den städtischen Rat eingebunden war. Aus dieser Zeit stammen bereits bekannte Lehrbuchveröffentlichungen der Universität, wie einem Rechtshandbuch, 1577 Arithmeticaja von János Laskói, Dicta Graecia sapientum sowie interprete Erasmo Rotterdamo und Civilitas morum Erasmi.
1800: Beginn der Lehre in Rechtswissenschaften
1853–54: Vier eigene juridische Lehrkanzeln
1856: Pädagogisches Seminar

### Königliche Universität
König Franz Joseph gründete am 7. Juli 1912 die königliche Universität Debrecen, in die drei Fakultäten aus dem calvinistischen Kollegium der neu gegründeten Universität eingegliedert wurden. Geplant wurden folgende fünf Fakultäten:
- Reformierte Theologie
- Rechts- und Staatswissenschaften
- Medizinische Wissenschaften
- Geistes-, Sprach- und Geschichtswissenschaften
- Naturwissenschaften

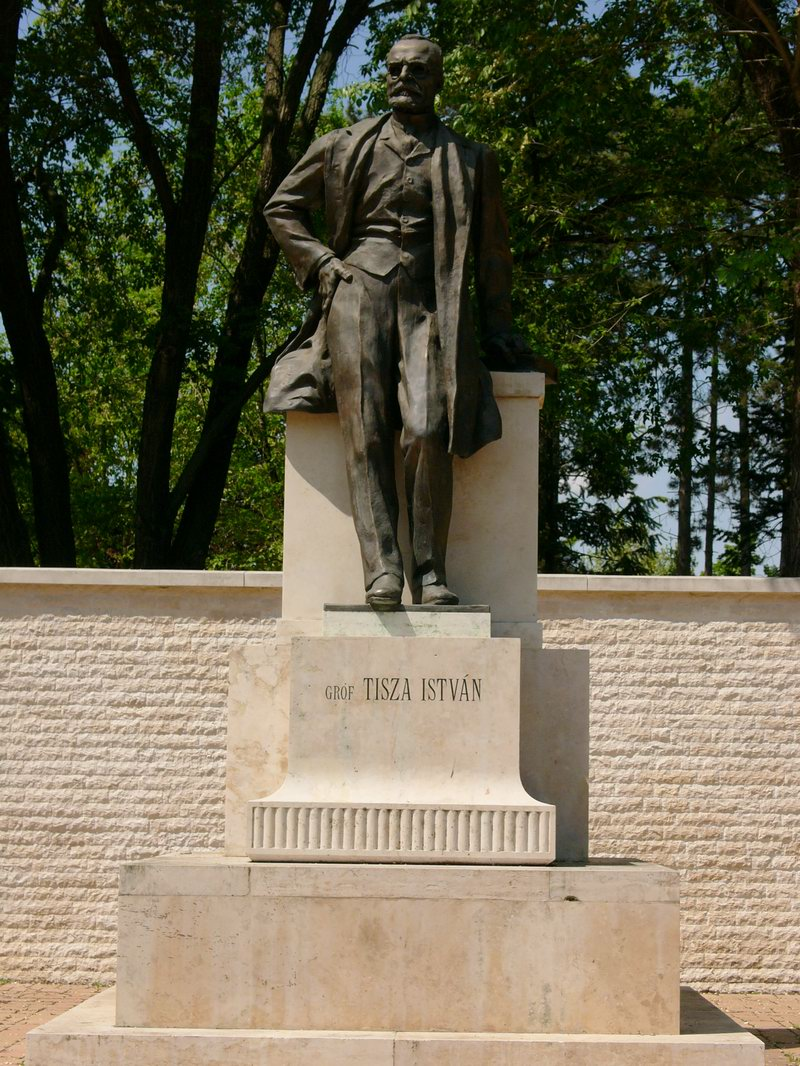
Statue von István Tisza

1914 nahm die Universität bereits im Oktober ihren Betrieb in den Gebäuden des calvinistischen Kollegiums auf. Ab 1921 nannte sich die Universität nach einem ihrer ehemaligen Schüler und Ministerpräsident Ungarns, István Tisza, zu dessen Ehren 1923 eine Statue vor dem Klinikhauptgebäude aufgestellt wurde.

### Entstehung des neuen Universitätsgebäudes
Bereits 1913 plante man die Universität auf einen eigenen Campus anzusiedeln – der „Universitätsstadt“ (Egyetemváros). Dabei wurde die Universität mit ihren Kliniken in das noch heute dafür genutzte Areal im Norden der Stadt am Rand des großen Waldes (Nagyerdő) angesiedelt. Der Campus gliederte sich in folgende Anlagen und Einrichtungen:
- Komplex der Medizinischen Fakultät
- Hauptgebäude mit Bibliothek
- Naturwissenschaftliche Gebäude
- Botanischer Garten und Glashäuser
- Wohnungsvillen für Professoren und Lehrkräfte
- Jugendsportplätze (in Ungarn ist Sport ein verpflichtendes Fach zu jedem Studium)

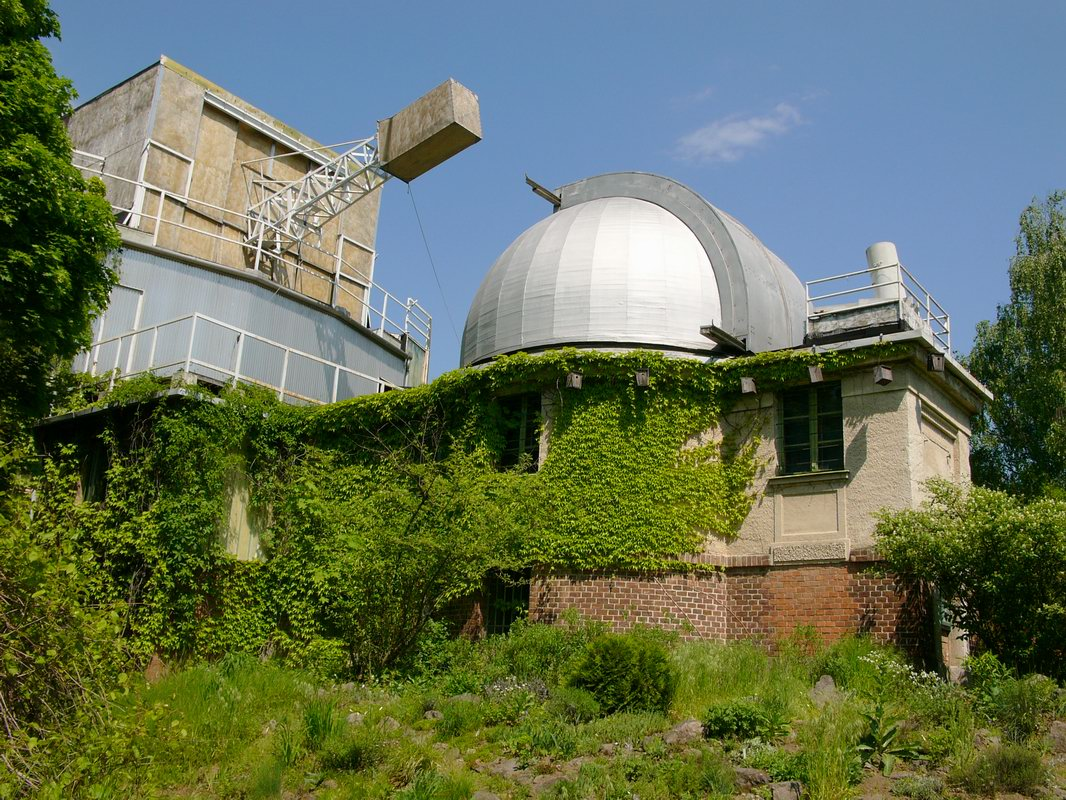
Sternwarte

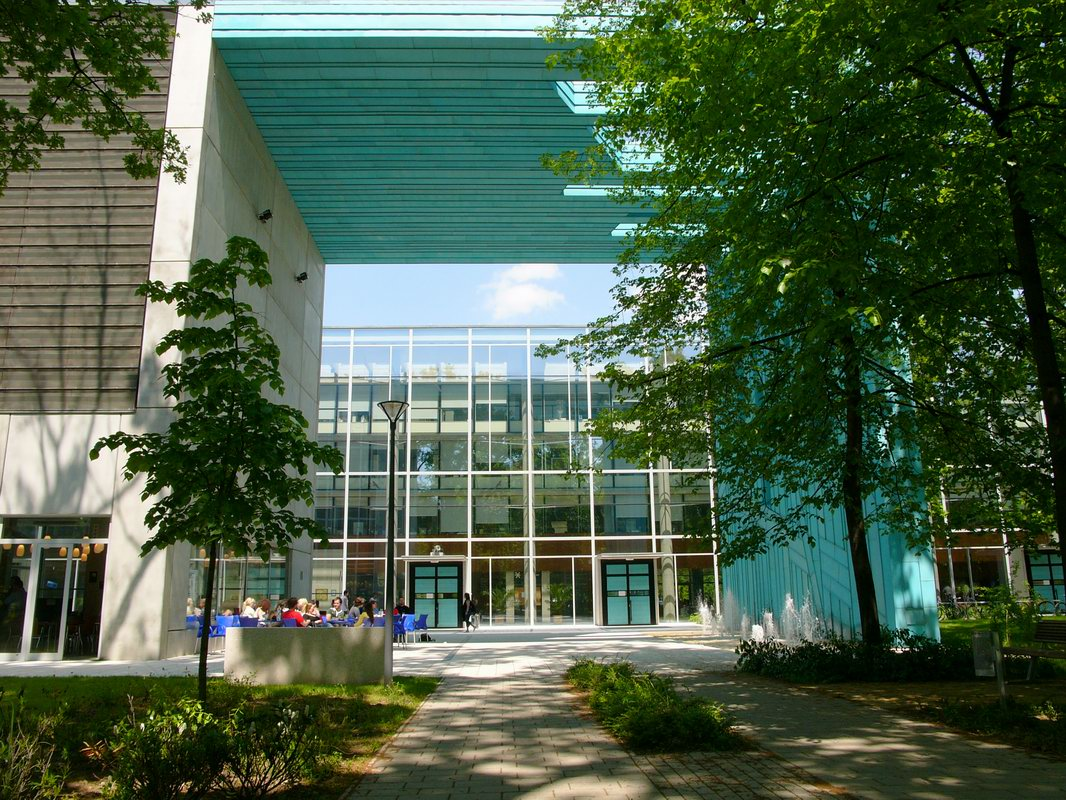
Fakultät für Naturwissenschaften

Die 1914 begonnenen Universitätsgebäude wurden am 23. Oktober 1918 von König Karl IV. und Königin Zita feierlich eingeweiht, die aus diesem Anlass ihre letzte Dienstreise als Herrscherpaar absolvierten, denn rund drei Wochen später unterzeichnete er seinen Verzicht auf die Regierungsgeschäfte. Die Vervollständigung der Universitätsgebäude in Debrecen verzögerte sich wegen des Krieges massiv – so konnte die Klinik erst 1921 ihren vollen Betrieb aufnehmen, wobei das gesamte Areal erst 1927 fertiggestellt wurde. Das heute zentral am Campus dominierende Hauptgebäude wurde von 1927 bis 1932 von dem Architekten Flóris Korb errichtet. 1930 wurde die Sternwarte und 1933 der Botanische Garten errichtet. 1939–1942 wurde neben dem Hauptgebäude die Universitätskirche nach den Plänen von József Borsos errichtet.

### Die Zeit der Zerteilung 1945–1989
Mit der Machtergreifung des sozialistischen Regimes wurden alle Spuren von István Tisza an der Universität entfernt – seine Statue abgerissen. 1949 wurden die Geisteswissenschaftliche und die Naturwissenschaftliche Fakultät zerteilt und die Juristische Fakultät aufgelöst sowie 1950 die Theologische Fakultät und 1951 die Medizinische Fakultät in eigene Universitäten ausgegliedert. Die Geisteswissenschaftliche Fakultät wurde noch weiter verkleinert: Die Lehre in den Sprachen Englisch, Französisch, Deutsch und Latein wurde kurzfristig bis 1958 eingestellt. Die Theologische Fakultät ist noch bis heute eine der calvinistischen Diözese unterstellten selbständige Universität. Die aus der Geisteswissenschaftlichen und der Naturwissenschaftlichen Fakultät bestehende verbleibende Universität wurde 1952 Lajos-Kossuth-Universität benannt. Mit der Zerteilung der Universität kam es später auch zu einer Erweiterung des Lehrspektrums: 1953 entstand die Akademie für Bodenkultur Debrecen – später Universität für Bodenkultur. 1966 entstand die Musikhochschule und 1972 die Technische Hochschule. 1971 nahm die Kindergärtnerhochschule Hajdúböszörmény ihren Lehrbetrieb auf.

### Neuvereinigung 1989–1999
Mitte der 1980er Jahre bestrebte die Partei eine Wiedervereinigung der zerstreuten Institute und Hochschulen zu einer Universität. Am 22. Juni 1991 verkündete Präsident Árpád Göncz die Wiedervereinigung der Universitäten zur Universitätenvereinigung Debrecen (Debreceni Universitas Egyesülést (DUE)) bestehend aus der Universität für Agrarwissenschaften (Debreceni Agrartudományi Egyetem (DATE)), der Medizinischen Universität (Debreceni Orvostudományi Egyetem (DOTE)), der Lajos-Kossuth-Universität (Kossuth Lajos Tudományegyetem KLTE), der Reformierten Theologischen Hochschule (Debreceni Református Teológiai Akadémia (DRTA, DRHE)) sowie dem Atomkernforschungsinstitut (MTA Atommagkutató Intézet (ATOMKI)). Die Vereinigung der Universitäten war rechtlich noch nicht als eine Universität anzusehen, jedoch plante man die Schaffung einer Universität aus der Vereinigung. 1996 begann mit der Unterstützung der Weltbank die weitere Integration der einzelnen selbständigen Universitäten zu einer gemeinsamen Universität in Debrecen. 1998 wurde die Franz-Liszt-Musikhochschule in diese Planungen einbezogen.

### Die neue Universität Debrecen 2000
Am 1. Januar 2000 nahmen die vereinigten Fakultäten bzw. Universitäten in Debrecen unter dem Namen „Universität Debrecen“ (Debreceni Egyetem, DE) ihren Betrieb auf. Die zusammengeführten Institute bzw. Fakultäten waren jetzt auch rechtlich gesehen eine Universität. Im Jahr 2000 besaß die Universität bei ihrer Zusammenführung fünf Universitätsfakultäten, drei Hochschulfakultäten und zwei unabhängige Institute:
- Allgemeine Medizinwissenschaftliche Fakultät
- Geisteswissenschaftliche Fakultät
- Wirtschaftswissenschaftliche Fakultät
- Fakultät für Agrarwissenschaften und Bodenkultur
- Naturwissenschaftliche Fakultät
- Fakultät für Gesundheitswesen
- Technische Fakultät
- Pädagogische Fakultät Hajdúböszörmény
- Fakultät für Rechts- und Staatswissenschaften
- Konservatorium Debrecen

Nach der Vereinigung war eine fortlaufende Entwicklung zu beobachten. So wurden bereits 2002 die Fakultät für Agrarwirtschaft und Bodenkultur, 2003 die Fakultät für Zahnmedizin und die Fakultät für Pharmazie gegründet. 2004 sonderte sich in der Naturwissenschaftlichen Fakultät aus dem Institut für Mathematik das Institut für Informatik ab und bildete die eigenständige Fakultät für Informatik.

### Die Universität Debrecen heute
Heute besitzt die Universität 10 universitäre Fakultäten und 3 Hochschulfakultäten sowie 2 selbständige Institute. Die Einrichtung einer Fakultät für Volksgesundheit ist derzeit im Entstehen begriffen. Der Universitätssportverein Debreceni EAC betreibt 16 Sektionen in verschiedenen Sportarten. Das Museum des Református Kollégium beherbergt u. a. den Hauptteil des Kaba-Meteoriten (nach seinem Aufbewahrungsort auch Debrecen genannt), eines ca. 2,6 kg schweren seltenen kohligen Chondriten vom Typ CV3, Untergruppe (ox)B, in dem eine Reihe von Aminosäuren gefunden wurde.

## Bekannte Absolventen
- Endre Ady (1877–1919), Dichter
- János Arany (1817–1882), Dichter
- Ézsaiás Budai (1766–1841), Geschichtswissenschaftler und Philologe
- Mihály Csokonai Vitéz (1773–1805), Dichter
- Bálint Csűry, Sprachwissenschaftler
- Pál Ember Debreczeni (1660–1710), Pfarrer und Theologe
- Dezső Baltazár (1871–1936), Theologe und Jurist
- Sámuel Diószegi (1760–1813), Botaniker und Theologe
- Lajos Domokos (1728–1803), Schriftsteller und Politiker
- Mihály Fazekas (1766–1828), Dichter und Botaniker
- István Hatvani (1718–1785), Mathematiker und Naturwissenschaftler
- Endre Hőgyes (1847–1906), Mediziner
- Sándor Imre, Literatur- und Sprachwissenschaftler
- Ferenc Kerekes (1799–1850), Chemiker und Mathematiker
- Ferenc Kölcsey (1790–1838), Politiker, Reformer und Dichter
- Sándor Kövy, Jurist und Theologe
- József Lugossy (1812–1884), Orientalist und Sprachwissenschaftler
- György Maróthi (1715–1744), Musiktheoretiker und Mathematiker
- Ferenc Medgyessy (1881–1958), Bildhauer (Steinmetz)
- Zsigmond Móricz (1879–1942), Schriftsteller
- József Pápay, Sprachwissenschaftler
- Imre Révész, Theologe
- István Weszprémi (1723–1799), Mediziner und Medizingeschichtsforscher

## Partneruniversitäten
Die Universität Debrecen besitzt in der ganzen Welt Partneruniversitäten:
- University of Kentucky, Lexington, Kentucky, USA
- Indiana University, Bloomington, Indiana, USA
- University of Missouri, St. Louis, USA
- San Diego State University, USA
- University of Georgia, USA
- California Polytechnic State University, San Luis Obispo, USA
- Johannes-Kepler-Universität Linz, Österreich
- Konstantin-Preslawski-Universität Schumen, Bulgarien
- University of Reading, Großbritannien
- Polytechnische Hochschule Jyväskylä, Finnland
- Universität Jyväskylä, Finnland
- Universität Clermont-Ferrand II Blaise Pascal, Frankreich
- Universität Leiden, Niederlande
- Ahmad-Dahlan-Universität Yogyakarta, Indonesien
- Universität Haifa, Israel
- Tohoku-Universität, Sendai, Honshu, Japan
- Universität Chiba, Honshu, Japan
- Universität Hirosaki, Japan
- Universität Rostock, Deutschland
- Universität Paderborn, Deutschland
- Humboldt-Universität zu Berlin, Deutschland
- Universitatea de Vest Vasile Goldiș, Rumänien
- Universität Oradea, Rumänien
- Christliche Universität des Partium Oradea, Rumänien
- Universität des Westens Timișoara, Rumänien
- Babeș-Bolyai-Universität Cluj, Cluj-Napoca, Rumänien
- Pavol-Jozef-Šafárik-Universität Košice, Slowakei
- Staatliche Universität Uschhorod, Ukraine